# Junot Abi-Ramia
Junot Abi-Ramia Antônio (Rio de Janeiro, 1 de setembro de 1932 - 3 de março de 2013) foi um engenheiro civil e político brasileiro.
Filho de Abdo Elias Antônio e Adélia Abi-Ramia Antônio, estudou Engenharia Civil na Universidade do Brasil (atual Universidade Federal do Rio de Janeiro), concluindo o curso em 1957. Na Companhia de Águas, Esgoto e Saneamento de Niterói (CAES), foi diretor-presidente em 1966, após ocupar vários cargos, e 2 anos depois passou a ocupar a diretoria técnica. Ligado à área de engenharia sanitária, Abi-Ramia exerceu os cargos de assessor-auxiliar da presidência da Saneamento do Rio de Janeiro (SANERJ) entre 1972 e 1975, e na Companhia Estadual de Águas e Esgoto (CEDAE), encarregado-geral (1976 a 1983), diretor do Departamento de Águas da Superintendência Central de Engenharia Sanitária (SUCESA), em Niterói, e superintendente de Obras do Interior (1983 a 1985).
Nas eleições de 1990, Abi-Ramia foi eleito deputado federal pelo PDT, com 22.753 votos. Em 1992, votou a favor da abertura do impeachment do então presidente Fernando Collor de Mello. Durante sua passagem pela Câmara dos Deputados, foi titular da Comissão de Viação e Transportes, Desenvolvimento Urbano e Interior e suplente na Comissão de Agricultura e Política Rural.
Em 1994, tentou a reeleição para um segundo mandato, mas não foi bem-sucedido. Embora a eleição fosse anulada pelo TRE-RJ por suspeitas de fraude e que um novo pleito fosse realizado em novembro do mesmo ano, Abi-Ramia decidiu encerrar sua carreira política após o final do mandato, em janeiro de 1995.
Faleceu em 3 de março de 2013, aos 80 anos de idade.